# カトリック馬込教会
カトリック馬込教会（カトリックまごめきょうかい）は、長崎県長崎市伊王島町にある、キリスト教（カトリック）の聖堂。
沖之島に位置することから「沖之島天主堂」の別名を持つ。
1871年、8坪の仮聖堂を建立。信徒の増加に伴い、1890年にゴシック様式の漆喰壁の教会を新築、1931年に現在の教会を建立した。